# Il socio (serie televisiva)
Il socio (The Firm) è una serie televisiva canadese e statunitense creata da Lukas Reiter, tratta dal omonimo romanzo di John Grisham e dal relativo adattamento cinematografico del 1993. La serie è in onda in prima visione assoluta in contemporanea sui canali AXN, NBC e Global dall'8 gennaio 2012.
In Italia la serie è stata trasmessa dal canale satellitare AXN, dove dopo aver debuttato con un'anteprima il 19 febbraio 2012, è stata trasmessa integralmente dal 20 aprile al 13 luglio dello stesso anno. In chiaro viene invece trasmessa su Giallo a partire dal 21 novembre 2012.

## Trama
La serie riprende le vicende di Mitch McDeere e della sua famiglia dieci anni dopo i fatti narrati nel romanzo e nel film. La famiglia McDeere, dopo essere uscita dal programma protezione testimoni dovrà affrontare nuove sfide, ma allo stesso tempo dovrà ancora fare i conti col passato.

## Episodi
| Stagione       | Episodi | Prima TV originale | Prima TV Italia |
| -------------- | ------- | ------------------ | --------------- |
| Prima stagione | 22      | 2012               | 2012            |

## Personaggi e interpreti

### Personaggi principali
- Mitch McDeere (stagione 1), interpretato da Josh Lucas, doppiato da Riccardo Rossi.
- Abby McDeere (stagione 1), interpretata da Molly Parker, doppiata da Tiziana Avarista.
- Ray McDeere (stagione 1), interpretato da Callum Keith Rennie, doppiato da Christian Iansante.
- Tammy (stagione 1), interpretata da Juliette Lewis, doppiata da Eleonora De Angelis e da Laura Boccanera (ep. 21).
- Claire McDeere (stagione 1), interpretata da Natasha Calis.

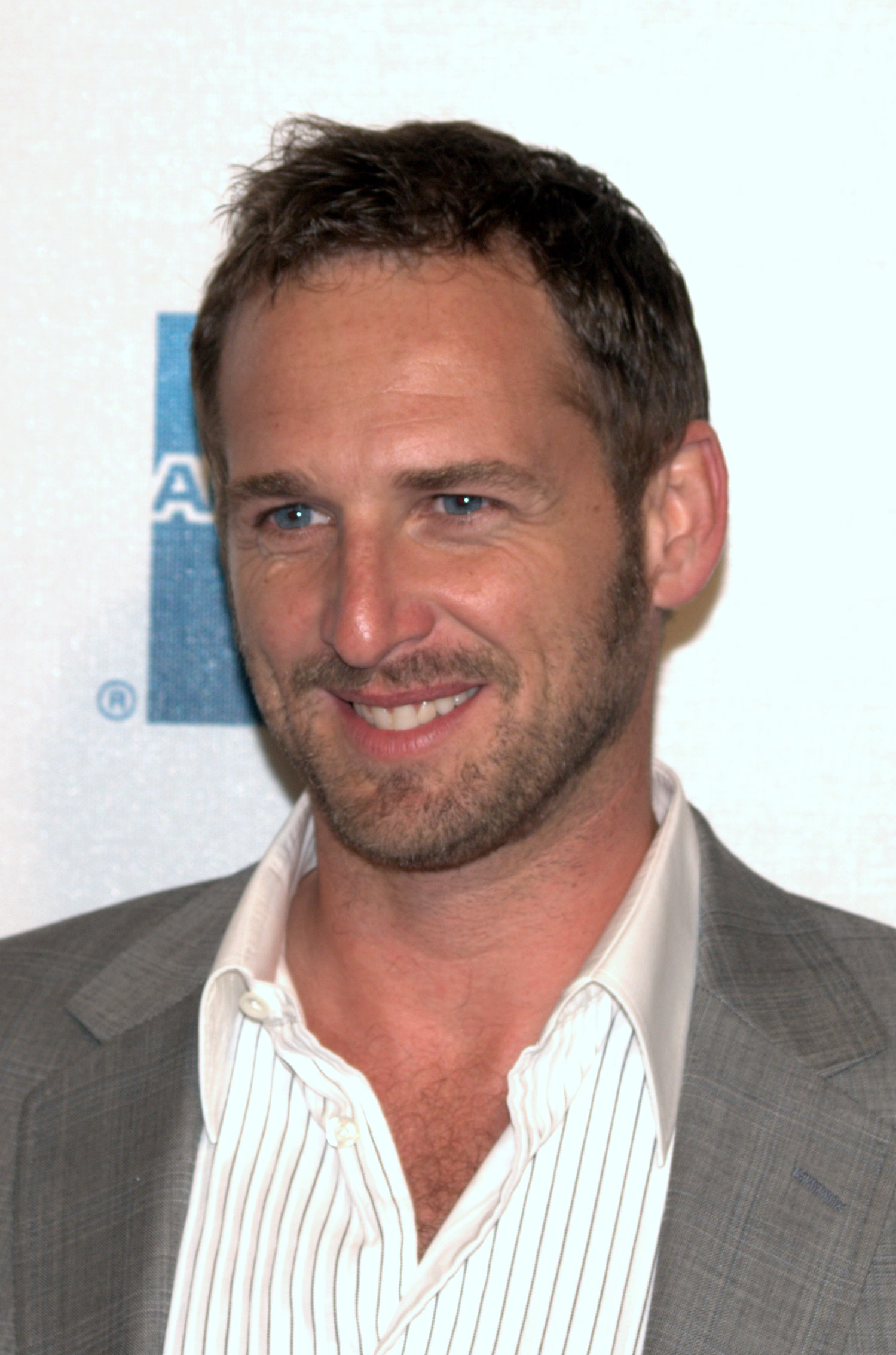
Josh Lucas interpreta Mitch McDeere
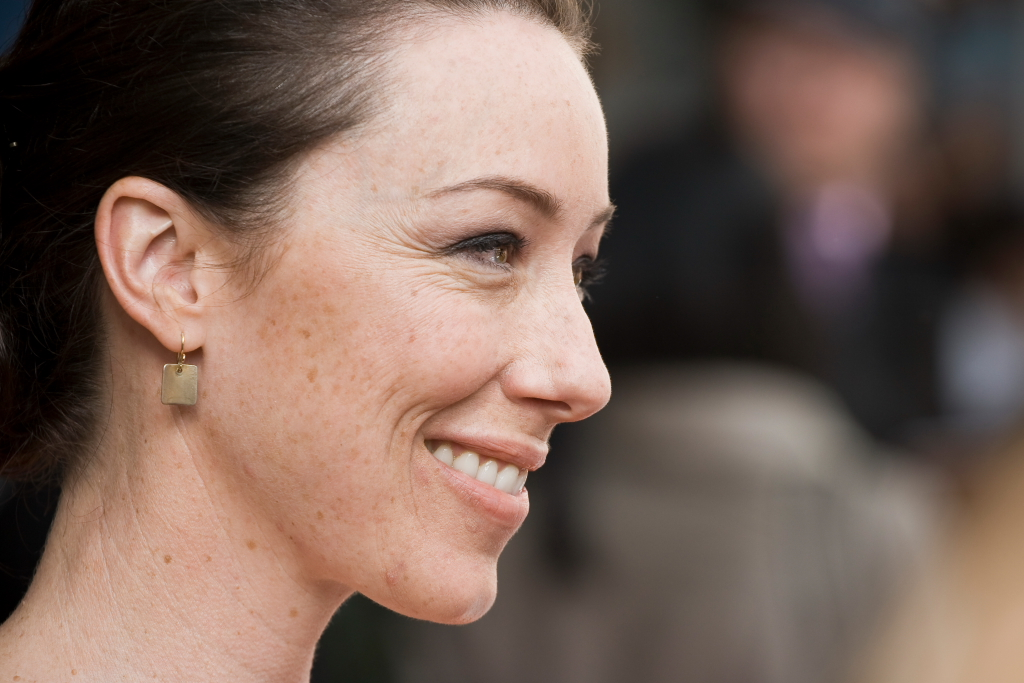
Molly Parker interpreta Abby McDeere
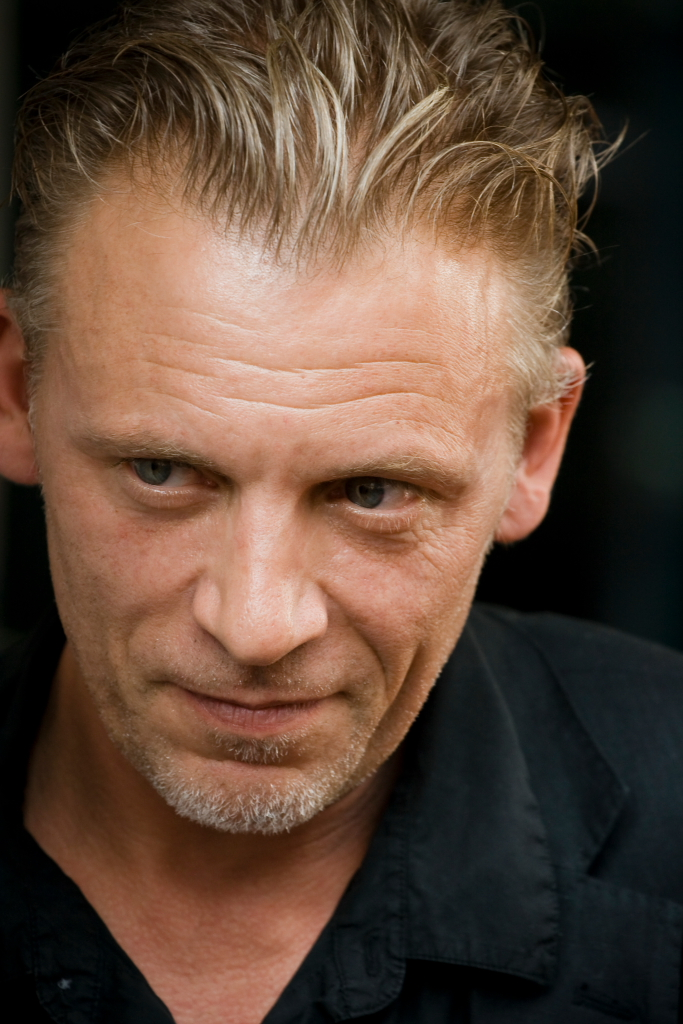
Callum Keith Rennie interpreta Ray McDeere
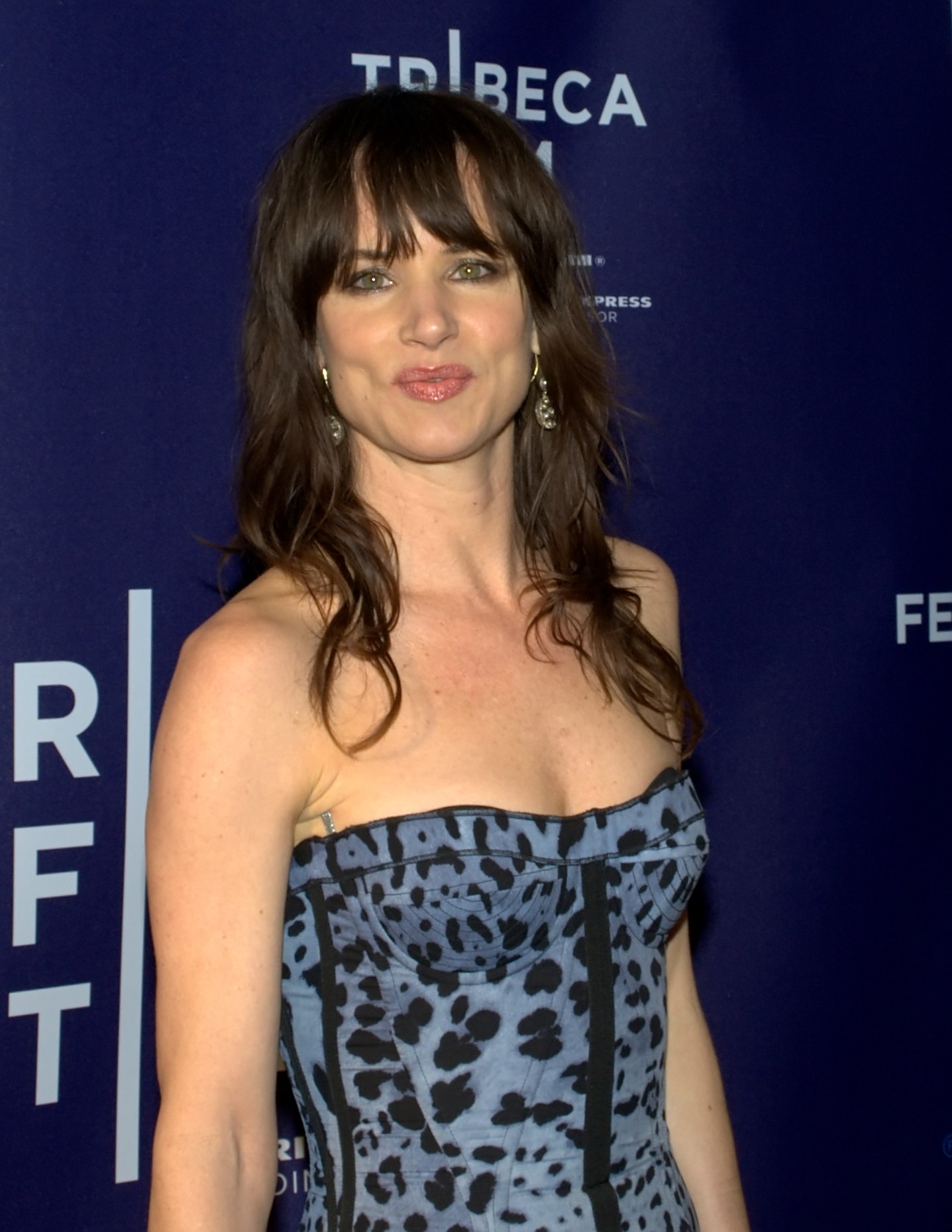
Juliette Lewis interpreta Tammy

### Personaggi secondari
- Alex Clark (stagione 1), interpretata da Tricia Helfer.
- Andrew Palmer (stagione 1), interpretato da Shaun Majumder.

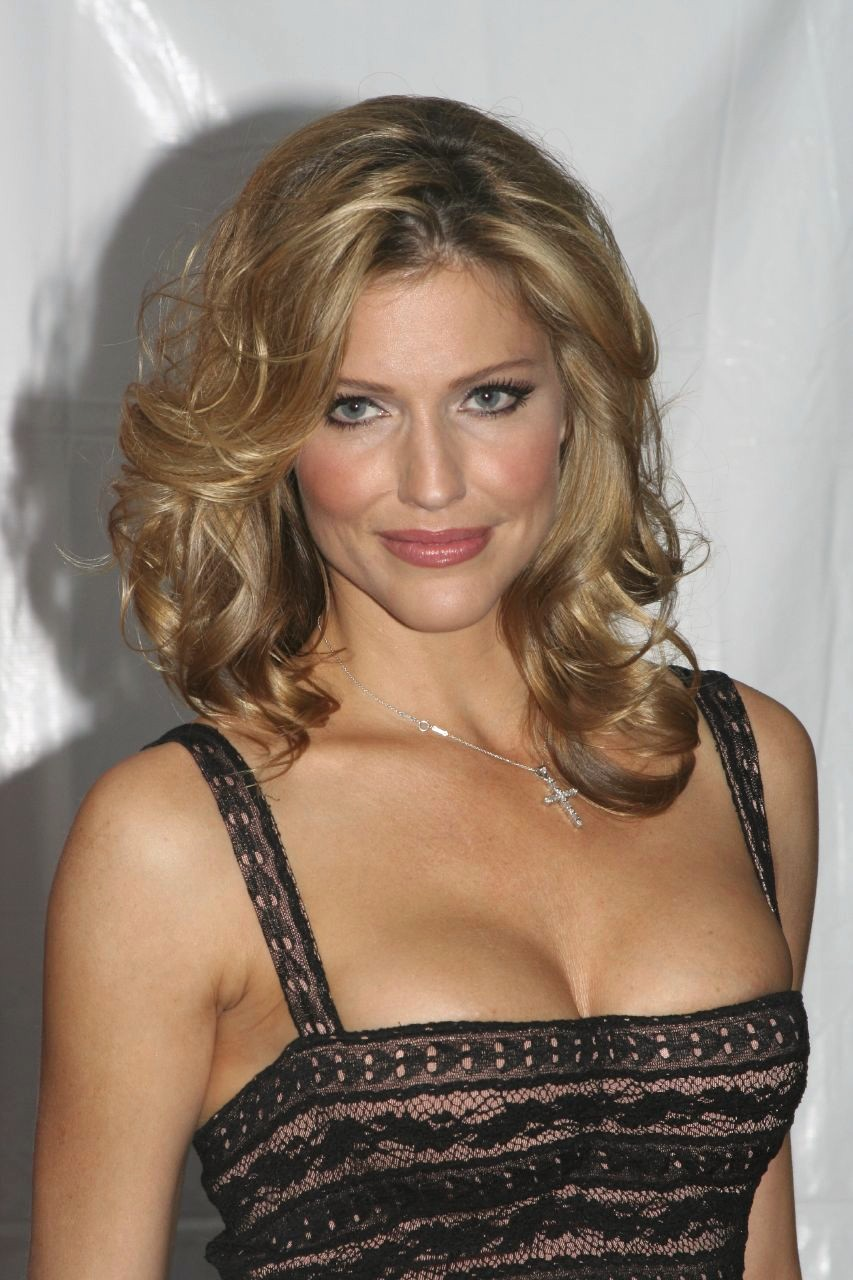
Tricia Helfer interpreta Alex Clark
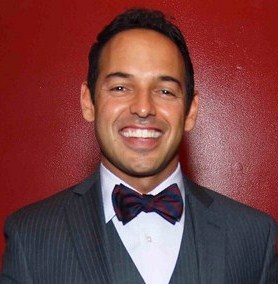
Shaun Majumder interpreta Andrew Palmer

## Produzione
L'idea di portare sul piccolo schermo i personaggi del romanzo di John Grisham è stata in cantiere per alcuni anni, con la CBS che inizialmente sembrava essere la rete interessata alla sua realizzazione. Nell'aprile del 2011 la Sony Pictures Entertainment ordinò la creazione di 22 episodi alla Entertainment One Television, che sarebbero stati mandati in onda a livello globale su AXN, escludendo però Canada e Stati Uniti. Poco dopo, nel maggio dello stesso anno, NBC e Shaw Media confermarono di aver acquistato i diritti per trasmettere la serie rispettivamente negli Stati Uniti e in Canada.
Il 13 maggio 2012 la NBC annunciò che, a causa dei bassi ascolti registrati, la serie era stata ufficialmente cancellata.
La serie è stata girata a Toronto in Canada, prodotta dalla Entertainment One Television in collaborazione con Sony Pictures Television e Paramount Pictures. Le riprese della prima stagione sono iniziate il 4 agosto 2011 e l'episodio pilota è stato diretto da David Straiton.

### Casting
L'8 giugno 2011 venne annunciato che l'attore Josh Lucas sarebbe stato il protagonista della serie, interpretando l'avvocato Mitchell McDeere. Poco tempo dopo, il 12 luglio si unirono al cast anche Callum Keith Rennie e Juliette Lewis, rispettivamente nei ruoli di Ray McDeere e Tammy, mentre il 29 luglio venne scelta l'attrice Molly Parker nel ruolo della moglie di Mitch, Abby McDeere. Nel mese di agosto vennero aggiunti al cast come personaggi ricorrenti Tricia Helfer e Shaun Majumder rispettivamente nei ruoli della giornalista Alex Clark e di Andrew Palmer concludendo così il casting per gli attori principali.